# Bumm Bumm Ballon!
Bumm Bumm Ballon! ist ein Kinder- und Geschicklichkeitsspiel des Spieleautors Frans Rookmaaker. Das Spiel für zwei bis sechs Spieler ab acht Jahren dauert pro Runde etwa 15 Minuten. Es ist im Jahr 2012 bei Schmidt Spiele als multilinguale Version erschienen. Bei dem Spiel müssen die Spieler versuchen, Stäbe in einen Ballon zu drücken, ohne dass dieser platzt.

## Thema und Ausstattung
Bei dem Spiel handelt es sich um ein Party- und Geschicklichkeitsspiel, bei dem die Spieler versuchen, Stäbe in einen Ballon zu drücken, ohne dass dieser platzt. Der Inhalt der Spieleschachtel besteht neben der Spielanleitung aus einem Ballonhalter, 15 Luftballons, neun Stäben und einem Würfel.

## Spielweise
Zu Beginn des Spiels wird der Ballonhalter aufgebaut und mit einem Luftballon bestückt. Die Stäbe werden in den Ballonhalter eingesteckt und arretiert.
Beginnend mit einem Startspieler würfeln die Spieler reihum und müssen danach einen oder mehrere Stäbe um so viele Arretierungen in den Ballon schieben, wie es der gewürfelten Augenzahl entspricht. Wenn der Ballon nicht platzt, wird der Würfel an den nächsten Spieler weitergegeben. Platzt der Ballon, verliert der entsprechende Spieler das Spiel.

## Ausgaben und Rezeption
Das Spiel Bumm Bumm Ballon! wurde von Frans Rookmaaker entwickelt und erschien 2012 zu den Internationalen Spieltagen SPIEL '12 in Essen bei Schmidt Spiele als multilinguale Version auf Deutsch, Französisch und Italienisch. 2013 erschien eine englische Version bei Spin Master Ltd. sowie eine französische Version bei Dujardin, beide unter dem Namen Boom Boom Balloon. 2015 erschien zudem eine Version mit einem Star-Wars-Thema unter dem Namen Star Wars Death Star Boom Boom Balloon.
2013 gewann Boom Boom Balloon den Toy Innovation Award der Nürnberger Spielwarenmesse für Schulkinder. Das Spiel wurde sowohl im September 2016 wie auch im Dezember 2017 als Großspiel in der Fernsehsendung Das Spiel beginnt gespielt.

## Belege
1. 1 2 3  Bumm Bumm Ballon! (Memento des Originals vom 7. November 2012 im Internet Archive)  Info: Der Archivlink wurde automatisch eingesetzt und noch nicht geprüft. Bitte prüfe Original- und Archivlink gemäß Anleitung und entferne dann diesen Hinweis. (Ausgabe Schmidt Spiele, 2012).
2. ↑  Versionen von Bumm Bumm Ballon! in der Spieledatenbank BoardGameGeek (englisch); abgerufen am 28. Dezember 2017.
3. ↑  Star Wars Death Star Boom Boom Balloon in der Spieledatenbank BoardGameGeek (englisch).
4. ↑  Toy Innovation Awards 2013; abgerufen am 28. Dezember 2017.